# Mark Tonelli
Mark Tonelli (Australia, 13 de abril de 1957) es un nadador australiano retirado especializado en pruebas de estilo libre y estilo braza, donde consiguió ser campeón olímpico en 1980 en los 4 x 100 metros estilos.

## Carrera deportiva
En los Juegos Olímpicos de Moscú 1980 ganó la medalla de oro en los relevos de 4 x 100 metros estilos, con un tiempo de 3:45.70 segundos, por delante de la Unión Soviética (plata) y Reino Unido (bronce), siendo sus compañeros de equipo los nadadores: Mark Kerry, Peter Evans, Neil Brooks y Glenn Patching.